# Давид ди Донателло 1970
15-я церемония вручения наград премии «Давид ди Донателло» состоялась 1 августа 1970 года в Театре в Тавромении.

## Победители

### Лучший фильм
- Дело гражданина вне всяких подозрений, режиссёр Элио Петри (ex aequo)
- Метелло, режиссёр Мауро Болоньини (ex aequo)

### Лучшая режиссура
- Джилло Понтекорво — Кеймада

### Лучшая женская роль
- Софи Лорен — Подсолнухи

### Лучшая мужская роль
- Джан Мария Волонте — Дело гражданина вне всяких подозрений (ex aequo)
- Нино Манфреди — В год господень (ex aequo)

### Лучший иностранный режиссёр
- Джон Шлезингер — Полуночный ковбой

### Лучший иностранный продюсер
- Мартин Полл — Лев зимой

### Лучшая иностранная актриса
- Лайза Миннелли — Бесплодная кукушка

### Лучший иностранный актёр
- Питер О’Тул — Прощайте, мистер Чипс (ex aequo)
- Дастин Хоффман — Полуночный ковбой (ex aequo)

### David Speciale
- Голди Хоун
- Марлен Жобер
- Оттавия Пикколо
- Массимо Раньери
- Бруно Вайлати